# 1984年美國聯盟冠軍賽
1984年美國聯盟冠軍賽是美國職棒大聯盟第16屆美國聯盟冠軍賽，該系列賽採5戰3勝制。由美聯東區冠軍底特律老虎對決美聯西區冠軍堪薩斯市皇家的比賽，最後由老虎3連勝橫掃皇家，晉級世界大賽。
大聯盟在隔年將聯盟冠軍賽改成7戰4勝制，自此聯盟冠軍賽的5戰3勝制正式走入歷史。
由於大聯盟裁判在這年發起罷工，因此這場系列賽使用了高達12人輪流擔任比賽的裁判。這也使得已於1980年退休的前大聯盟裁判Bill Deegan又重新回到大聯盟擔任主審。

## 概要

### 底特律老虎 對 堪薩斯市皇家
底特律以3勝0負贏得系列賽
| 場次 | 客隊 | 比分            | 主隊 | 日期    | 球場       | 觀眾人數 |
| ---- | ---- | --------------- | ---- | ------- | ---------- | -------- |
| 1    | 老虎 | 8：1            | 皇家 | 10月2日 | 皇家體育場 | 41973    |
| 2    | 老虎 | 5：3 (延長11局) | 皇家 | 10月3日 | 皇家體育場 | 42019    |
| 3    | 皇家 | 0：1            | 老虎 | 10月5日 | 老虎體育場 | 52168    |

## 逐場戰況

### 第一場
10月2日，堪薩斯市，皇家體育場
| 底特律老虎 | 2 | 0 | 0 | 1 | 1 | 0 | 1 | 2 | 1 | 8 | 14 | 0 |
| 堪薩斯市皇家 | 0 | 0 | 0 | 0 | 0 | 0 | 1 | 0 | 0 | 1 | 5  | 1 |
| 勝投： 傑克·莫里斯（1–0） 敗投： 巴德·布拉克（0–1） 全壘打： 老虎：Larry Herndon（4上,1分）、艾蘭·川默（5上,1分）、蘭斯·帕里許（9上,1分） 皇家：無 |   |   |   |   |   |   |   |   |   |   |    |   |

老虎隊在開賽就靠著盧·懷泰克的一壘安打和艾蘭·川默的三壘安打拿下一分，蘭斯·帕里許隨後敲出高飛犧牲打送回第二分。
4、5兩局，老虎隊分別靠著Larry Herndon和川默的陽春砲追加分數。皇家隊一直到7局下才成功突破傑克·莫里斯得到一分。
9局上，蘭斯·帕里許錦上添花敲出全壘打，終場老虎隊8比1帶走勝利。

### 第二場
10月3日，堪薩斯市，皇家體育場
| 底特律老虎                                                                                           | 2 | 0 | 1 | 0 | 0 | 0 | 0 | 0 | 0 | 0 | 2 | 5 | 8  | 1 |
| 堪薩斯市皇家                                                                                         | 0 | 0 | 0 | 1 | 0 | 0 | 1 | 1 | 0 | 0 | 0 | 3 | 10 | 3 |
| 勝投： Aurelio López（1–0） 敗投： 丹·奎森貝瑞（0–1） 全壘打： 老虎：柯克·吉卜森（3上,1分） 皇家：無 |   |   |   |   |   |   |   |   |   |   |   |   |    |   |

老虎隊在第一局就靠著連續2支二壘安打拿下2分。3局上，柯克·吉卜森敲出陽春砲幫助老虎擴大領先。
4局下，Jorge Orta的滾地球幫助皇家先拿一分。皇家在7、8兩局又各拿下1分，成功追平比數。
兩隊後來打到延長賽，Johnny Grubb在11局上敲出關鍵二壘安打送回2分，最終成功幫助老虎取得聽牌優勢。

### 第三場
10月5日，底特律，老虎體育場
| 堪薩斯市皇家                                                                            | 0 | 0 | 0 | 0 | 0 | 0 | 0 | 0 | 0 | 0 | 3 | 3 |
| 底特律老虎                                                                              | 0 | 1 | 0 | 0 | 0 | 0 | 0 | 0 | X | 1 | 3 | 0 |
| 勝投： Milt Wilcox（1–0） 敗投： Charlie Leibrandt（0–1） 救援成功： 威利·赫南德茲（1） |   |   |   |   |   |   |   |   |   |   |   |   |

老虎隊在2局下敲出2支安打，並靠著Marty Castillo的滾地球得到全場唯一一分。
Charlie Leibrandt主投8局送出6次三振僅失1分表現不俗，但是Milt Wilcox一樣主投8局送出8次三振無失分更勝一籌。最終老虎3連勝擊敗皇家，闖進睽違已久的世界大賽。

## 外部連結
- 1984 ALCS at Baseball-Reference （页面存档备份，存于）